# Episodi di Sket Dance

Logo dell'anime

L'adattamento in anime del manga Sket Dance è iniziato il 17 aprile 2011 sull'emittente TV Tokyo, a cura di Tatsunoko Production. La serie animata si è conclusa con un totale di 77 episodi il 27 settembre 2012. Le opening sono 6 mentre le ending 14.

## Episodi

### Prima stagione
| Nº | Titolo italiano Giapponese 「Kanji」 - Rōmaji | In onda           | In onda  |
| Nº | Titolo italiano Giapponese 「Kanji」 - Rōmaji | Giapponese        | Italiano |
| 01 | Gli Sket Della Scuola 「学園のSKET達」 - Gakuen no SKET-tachi | 7 aprile 2011     | -        |
| 01 | Un nuovo studente si trasferisce nel campus, ed i tre membri dello Sket Dan si presentano, sperando che il nuovo studente si unisca a loro, ma lui rifiuta cortesemente. Ritorna subito dopo, coperto di vernice rossa come la vittima apparente di bullismo, chiedendo aiuto al gruppo. Chi sarà il misterioso colpevole? |                   |          |
| 02 | Samurai Della Menta Piperita 「ペパーミント侍」 - Pepāminto Zamurai | 14 aprile 2011    | -        |
| 02 | Entra in scena Shinzou Takemitsu, un ragazzo che in tutto e per tutto somiglia ad un samurai. Essendo il capitano della squadra di kendo della scuola, chiede aiuto allo Sket Dan poiché nonostante tutti gli allenamenti, le sue vittorie stanno diminuendo drasticamente. Il trio scopre in seguito che la forza del samurai è dovuta alle mentine FRISKE, che lui prende prima di ogni incontro. Nella seconda parte dell'episodio, Moe Yabasawa chiede ai tre ragazzi di badare a Yeti, una scimmietta albina. Il trio accetta, ma improvvisamente il primate scappa insieme alla bomba del prof di chimica e quindi sono costretti ad inseguirla. L'inseguimento è più duro di quanto si aspettavano, in quanto la scimmia passa nei luoghi in cui solo alle ragazze è permesso entrare, ad esempio nello spogliatoio femminile. Grazie ad uno stratagemma ideato da Bossun, riescono ad acchiapparla, non senza "qualche" livido. |                   |          |
| 03 | La Leggendaria Onihime 「伝説の鬼姫」 - Densetsu no Onihime | 21 aprile 2011    | -        |
| 03 | Himeko una volta era una delinquente temuta in un lungo e in largo, il leggendario yankee "Onihime". Ora quei tempi sono ormai passato, ma giungono strane voci che affermano che "Onihime è di nuovo all'opera". Chi sarà questa ragazza che si spaccia per lei? |                   |          |
| 04 | Romantico! Alla Ricerca Di Hilltop Pelolin! 「ロマンティック坂の上のファインディングペロリン」 - Romantikku Zaka no Ue no Faindingu Perorin | 28 aprile 2011    | -        |
| 04 | Nella prima parte dell'episodio, entra in scena Roman Saotome, una ragazza che si comporta come le protagoniste dei manga shōjo, che è alla ricerca di un principe. Nella seconda parte, il gruppo aiuta il capitano della squadra di softball a trovare l'incarto vincente dei Pelolin. |                   |          |
| 05 | Il Fantasma Dell'Inceneritore 「焼却炉の幽霊」 - Shōkyaku-ro no Yūrei | 4 maggio 2011     | -        |
| 05 | Episodio diviso in due parti. Nella prima parte Reiko Yuuki, il personaggio parodia di Samara di The Ring, racconta allo Sket Dan di un fantomatico fantasma dell'inceneritore. Riuscirà il club a risolvere il mistero? Nella seconda parte, il Consiglio Studentesco riesce a sgominare una banda di furfanti che fotografavano gli studenti per poi minacciarli. |                   |          |
| 06 | Anche Onihime Ha Le Lacrime Agli Occhi 「鬼姫の目にも涙」 - = Onihime no me ni mo Namida | 12 maggio 2011    | -        |
| 06 | Per evitare che lo Sket Dan venga chiuso, i tre ragazzi gareggiano contro il Consiglio Studentesco. La gara consiste in una recita di fiabe famose. Riuscirà il club della scuola a vincere, o sarà costretto a chiudere? |                   |          |
| 07 | Summer Sakura 「夏の桜」 - Natsu no Sakura | 19 maggio 2011    | -        |
| 08 | Nervous & Genesis 「ナーバス&ジェネシス」 - Nābasu & Jeneshisu | 26 maggio 2011    | -        |
| 09 | Ci Pensa Enta! 「円太やります!」 - Enta Yarimasu! | 2 giugno 2011     | -        |
| 10 | Non guardare 「見てはいけない」 - Mite wa Ikenai | 9 giugno 2011     | -        |
| 11 | Gachinki Bibage Battle! 「ガチンコ・ビバゲー・バトル」 - Gachinko Bibagē Batoru" | 16 giugno 2011    | -        |
| 12 | Shooting Gang Star 「シューティングギャングスター他」 - Shūtingu Gyangusutā Hoka | 23 giugno 2011    | -        |
| 13 | Il Giardino Di Pixie 「ピクシーガーデン」 - Pikushī Gāden | 30 giugno 2011    | -        |
| 14 | Sponsorizzare Uchida 「内田をプロデュース」 - Uchida o Purodūsu | 7 luglio 2011     | -        |
| 15 | Il Tredicesimo Angelo Sbagliato 「13日の過ちのエンジェル」 - 13-Nichi no Ayamachi no Enjeru | 14 luglio 2011    | -        |
| 16 | Kaimei Rock Festival 「カイメイ・ロック・フェスティバル」 - Kaimei Rokku Fesutibaru | 21 luglio 2011    | -        |
| 17 | Sketchbook 「スケッチブック」 - Suketchibukku | 28 luglio 2011    | -        |
| 18 | Ecco Come Un Uomo Gioca Ad Hyperion! 「それが男のヒュペリオン」 - Sore ga Otoko no Hyuperion | 4 agosto 2011     | -        |
| 19 | Panico e 100 Tagli Nella Sala Del Preside E Del Club 「クラブルームと校長室でパニック・イン・髪を切る100の方法」 - Kuraburūmu to Kōchō-shitsu de Panikku in Kami o Kiru 100 no Hōhō | 10 agosto 2011    | -        |
| 20 | Cavarsela All'Appuntamento 「合コンでツッコんで」 - Gōkon de Tsukkon de | 18 agosto 2011    | -        |
| 21 | Otaku e Occulto 「オタクトオカルト」 - Otaku to Okaruto | 25 agosto 2011    | -        |
| 22 | Homerun Nel Parco 「ランニングホームラン(改)」 - Ran'ningu Hōmu Ran (Kai) | 1º settembre 2011 | -        |
| 23 | E' Fantastico Essere Una Piccola Principessa 「リトルプリンセスは気分上々」 - Ritoru Purinsesu wa Kibun-jōjō | 8 settembre 2011  | -        |
| 24 | Fratello Maggiore, Fratello Minore 「兄・弟」 - Ani Otōto | 15 settembre 2011 | -        |
| 25 | Switch Off 「スイッチ・オフ」 - Suitchi Ofu | 22 settembre 2011 | -        |
| 26 | Spirit Dance 「スピリットダンス」 - Supirittodansu | 29 settembre 2011 | -        |
| 27 | Con Onee-san E Lo Scienziato Cattivo 「おねえさんとバッド・サイエンティストといっしょ」 - Onē-san to Baddo Saientisuto to Issho | 6 ottobre 2011    | -        |
| 28 | La Cucina Elegante Di Shinba Michiru 「榛葉道流のエレガント・クッキング」 - Shinba Michiru no ereganto kukkingu | 13 ottobre 2011   | -        |
| 29 | La Seconda Venuta Dell'Angelo Sbagliato 「過ちのエンジェル再臨」 - Ayamachi no enjeru sairin | 20 ottobre 2011   | -        |
| 30 | Spingersi Oltre-Nyora! 「ガチャガチャしたにょら☆」 - Gachagacha shitanyora | 27 ottobre 2011   | -        |
| 31 | Samurai E Vestiti 「武士と服装」 - Bushi to fukusou | 3 novembre 2011   | -        |
| 32 | Thief Dance! Plus 「ヌスット・ダンス他」 - Nusutto Dansu Hoka | 10 novembre 2011  | -        |
| 33 | L'uomo dei vetri 「ガラス男」 - Garasu Otoko | 17 novembre 2011  | -        |
| 34 | Il romantico laboratorio della Sorellona 「おねえさん研究所Rがんばる!」 - O Nē San Kenkyūjo Romantikku Ganbaru! | 24 novembre 2011  | -        |
| 35 | Enigman, il guerriero dei quiz 「クイズ戦士エニグマン」 - Kuizu Senshi Eniguman | 1º dicembre 2011  | -        |
| 36 | Ogress 「OGRESS」 - Ōguresu | 8 dicembre 2011   | -        |
| 37 | Piacevole brezza 「薫風」 - Kunpū | 15 dicembre 2011  | -        |
| 38 | Kigurumi Break 「きぐるみぶれいく」 - Kigurumi Bureiku | 22 dicembre 2011  | -        |
| 39 | Intermezzo speciale... anno nuovo 「壊れてしまった特別な…正月」 - Kowaretesimatta Tokubatsu na... Shōgatsu | 5 gennaio 2012    | -        |
| 40 | Stakeout Blues 「ステイクアウト・ブルース」 - Harikomi · burūsu | 12 gennaio 2012   | -        |
| 41 | VS Associazione Studentesca! L'uomo che affrontò l'inutile battaglia Q! 「VS生徒会！ バトルQを杞憂(きゆう)する稀有(けう)な男」 - Bui Esu seitokai ! Dare rea otoko ha fuhitsuyō ni batoru Q wo osore teiru ! | 19 gennaio 2012   | -        |
| 42 | Momoka sulla strada del palcoscenico 「やにわにモモカ舞台女優への道」 - Yaniwani Momoka butai joyū heno michi | 26 gennaio 2012   | -        |
| 43 | Blushing Girl 「ハズカシガール」 - Hazukashi Gāru | 2 febbraio 2012   | -        |
| 44 | Drop 「ドロップ」 - Doroppu | 9 febbraio 2012   | -        |
| 45 | Suggerire alla Sorellona delle Istruz-son-i 「ひそひそおねえさんインストラクソン」 - Hisohiso onē-san insutorakuson | 16 febbraio 2012  | -        |
| 46 | Happy Birthday 1 「Happy Birthday 前編」 - Hapī Bāfudei zenpen | 23 febbraio 2012  | -        |
| 47 | Happy Birthday 2 「Happy Birthday 後編」 - Hapī Bāfudei kōhen | 1º marzo 2012     | -        |
| 48 | Happy Rebirthday 「Happy Rebirthday」 - Hapī Ribāfudei | 8 marzo 2012      | -        |
| 49 | Genesis World Grand Prix 「ジェネシス・ワールド・グランプリ」 - Jenesisu Wārudo Guranpuri | 15 marzo 2012     | -        |
| 50 | Ai vostri ordini, mio signore e padrone 「なんでもやりまっせご主人様」 - Nandemo yarimasse goshujin-sama | 22 marzo 2012     | -        |
| 51 | Felice di conoscervi 「会えて嬉しい」 - Aete ureshii | 29 marzo 2012     | -        |

### Seconda Stagione
| Nº | Titolo italiano Giapponese 「Kanji」 - Rōmaji | In onda           | In onda  |
| Nº | Titolo italiano Giapponese 「Kanji」 - Rōmaji | Giapponese        | Italiano |
| 52 | Twin Tails Tsundere Girl 「ツインテールツンデレガール」 - Tsuin teiru Tsundere gāru | 5 aprile 2012     | -        |
| 53 | Una dolce melodia per Koma-chan 「コマちゃんに贈る淑やかな曲」 - Koma-chan ni okuru shitoyaka no kyoku | 12 aprile 2012    | -        |
| 54 | Smascherare l'indovina 「占い師をやっつけろ」 - Uranaishi o yattsukero | 19 aprile 2012    | -        |
| 55 | Sul volto il sorriso ma nel cuore gli origami 「顔で笑って心でおり神と呼ばれた男」 - Kao de waratte kokoro de ori-shin to yoba reta otoko                                                                                       | 26 aprile 2012    | -        |
| 56 | Posso venire nel backstage? 「楽屋に行っていいかい？」 - Gakuya ni itte ī kai? | 3 maggio 2012     | -        |
| 57 | You Got Mail! 「ユーガッタメール！」 - Yū gatta mēru ! | 10 maggio 2012    | -        |
| 58 | Stop! L'uomo invisibile 「ストップ！透明人」 - Sutoppu! Tōmei ningen-kun | 17 maggio 2012    | -        |
| 59 | Tsubaki e Daisy 「椿と雛菊」 - Tsubaki to Hinagiku | 24 maggio 2012    | -        |
| 60 | Forza! Concentriamoci e collaboriamo nel gruppo di studio della Pelocan Girl 「進め！集中力を高め、みんなで協力し合うペロキャンガール勉強会」 - Susume ! Shūchūryoku wo takame, minna de kyōryoku shiau perokyangāru benkyō-kai | 31 maggio 2012    | -        |
| 61 | La ragazza del manga cerca l’avventura e fa una riunione 「漫画乙女は荒野を目指して会議する。」 - Manga otome wa kōya wo mezashite kaigi suru.                                                                                  | 7 giugno 2012     | -        |
| 62 | Skip! 「スキップ！」 - Sukippu! | 14 giugno 2012    | -        |
| 63 | School Trip Rhapsody 1 「修学旅行狂詩曲 前編」 - Sukūru torippu rapusodeī Zenpen | 21 giugno 2012    | -        |
| 64 | School Trip Rhapsody 2 「修学旅行狂詩曲 後編」 - Sukūru torippu rapusodeī Kōhen | 28 giugno 2012    | -        |
| 65 | Il fratello che si interessa di quel tizio di cui si interessa la sorella 「妹の気になるアイツが気になる兄」 - Imōto no kininaruaitsu ga ki ni naru ani                                                                         | 5 luglio 2012     | -        |
| 66 | Cercando Tsukkomi 「さぐりあうツッコミ」 - Saguriau Tsukkomi | 12 luglio 2012    | -        |
| 67 | Le penose T-Shirt di Tsubaki 「椿ダサＴオクガフカイ」 - Tsubaki dasa T okugafukai | 19 luglio 2012    | -        |
| 68 | Operation Love Potion 「オペレーション・ラブポーション」 - Operēshon Rabu Pōshon | 26 luglio 2012    | -        |
| 69 | Cacca alle stelle, quindi intervieni, Consiglio Studentesco! 「ウンは天にあるので、来たれ生徒会」 - Un wa ten ni aru no de, kitare seitokai                                                                                     | 2 agosto 2012     | -        |
| 70 | The last day of president 「The last day of president」 - Za Rasuto Dei obu Purejidento | 9 agosto 2012     | -        |
| 71 | Il Desiderio del Genio Caccaman 「天才ウンコマン慕情」 - Tensai unkoman bojō | 16 agosto 2012    | -        |
| 72 | Inseguendo Kagero! 「影狼を追え！」 - Kagerō o oe! | 23 agosto 2012    | -        |
| 73 | Il momento in cui ho capito tutto sbirciando 「覗き・・・しりそめし頃に・・・」 - Nozoki... shirisomeshi toki ni... | 30 agosto 2012    | -        |
| 74 | Visita alla casa della Food Fighter 「フードファイターお宅訪問」 - Fūdofaitā otaku hōmon | 6 settembre 2012  | -        |
| 75 | SOLITUDE 「SOLITUDE」 - Sorichūdo | 13 settembre 2012 | -        |
| 76 | Per costruire una scuola migliore!! 「より良い学園作りの為に！！」 - Yoriyoi gakuen-tsukuri no tame ni! ! | 20 settembre 2012 | -        |
| 77 | Gli Aiutanti della Scuola (In Seguito) 「学園のＳＫＥＴ達（その後）」 - Gakuen no Suketto-tachi (sonogo) | 27 settembre 2012 | -        |

## Sigle

### Opening
1. Kakko Warui I love you! (カッコ悪いI love you!?) degli French Kiss (episodi 2-17)
2. Michi (道?) degli The Sketchbook (episodi 18-26)
3. Graffiti di Gackt (episodi 27-39)
4. Message degli The Sketchbook (episodi 40-46, 48-51)
5. Reboot degli everset (episodi 53-63)
6. Clear degli The Sketchbook (episodi 65-76)

### Ending
1. Kakko Warui I love you! (カッコ悪いI love you!?) degli French Kiss (episodi 1, 51)
2. Comic Sonic degli The Pillows (episodi 2-16)
3. Funny Bunny (Rock Stock Version) degli The Pillows (episodio 17)
4. Clover (クローバー?) degli The Sketchbook (episodi 18-24, 26)
5. Kioku (キヲク?) degli The Sketchbook (episodio 25)
6. Milk to Chocolate (ミルクとチョコレート?) degli ChocoLe (episodi 27-36, 38-39)
7. HERO degli The Sketchbook (episodio 37)
8. Party! Hallelujah! (パーリー!ハレルヤ!?) degli SKET ROCK (Yusuke Fujisaki [CV: Hiroyuki Yoshino], Sasuke Tsubaki [CV: Hiro Shimono], Kazuyoshi Usui [CV: Tomokazu Sugita], Soujirou Agata [CV: Tomokazu Seki]) (episodi 40-46, 49-50)
9. Message degli The Sketchbook (episodio 47)
10. Birthday degli The Sketchbook (episodio 48)
11. Colors degli The Sketchbook (episodi 52-61, 63)
12. Sekai wa Okujou de Miwataseta (世界は屋上で見渡せた?) degli SKET x Sketch (episodi 65-69, 71-72, 74-75)
13. Sekai wa Okujou de Miwataseta: Gasshou Ver. (世界は屋上で見渡せた ~合唱 Ver.~?) degli Kaimei Gakuen Seitokai Shikko-bu (開盟学園生徒会執行部?) (episodio 70)
14. Startup degli The Sketchbook (episodio 77)